# Meester van de Brunswijkse diptiek
Meester van de Brunswijkse diptiek is de noodnaam die wordt gehanteerd voor een anoniem Noord-Nederlands kunstschilder die actief was tussen ca. 1480 en 1510.
De naam verwijst naar een tweeluik dat bewaard wordt in het Herzog Anton Ulrich Museum in Braunschweig. Het tweeluik toont een afbeelding van een Madonna met kind en de heilige Anna (ofwel Anna te Drieën) en een Kartuizer monnik met de heilige Barbara.
De naamgeving werd verleend door de gezaghebbende Duitse kunsthistoricus Max Jakob Friedländer, die dit werk eerder had toegeschreven aan Geertgen tot Sint Jans. Hij beschreef de meester later, op grond van stijlovereenkomsten, als een leerling van Geertgen tot Sint Jans. Aan de hand van dit schilderij schreef Friedländer een klein aantal andere schilderijen aan dezelfde meester toe.
De kunstenaar wordt ook wel geassocieerd met Jacob van Haarlem, die op zijn beurt waarschijnlijk identiek is aan Jacob Jansz de Schilder. Mogelijk was hij de leermeester van Jan Mostaert. Karel van Mander vermeldde in zijn Schilderboeck dat Mostaert een leerling was van Jacob van Haarlem.